# Pernastela charon
Pernastela charon är en snäckart som beskrevs av Tom Iredale 1944. Pernastela charon ingår i släktet Pernastela och familjen Charopidae. Inga underarter finns listade i Catalogue of Life.